# IC 2925
IC 2925 је спирална галаксија у сазвјежђу Велики медвјед која се налази на листи објеката дубоког неба у Индекс каталогу.
Деклинација објекта је + 34° 15' 56" а ректасцензија 11h 33m 13,2s. Привидна величина (магнитуда) објекта IC 2925 износи 14,9 а фотографска магнитуда 15,7. IC 2925 је још познат и под ознакама CGCG 185-82, CGCG 186-1, NPM1G +34.0222, PGC 35667.